# Filipczańska Polana
Filipczańska Polana – dawna polana w dolinie Filipka w polskich Tatrach Wysokich. Znajdowała się na wysokości około 1300 m u północno-wschodnich podnóży Zadniej Kopy Sołtysiej, u wylotu żlebowatej dolinki wcinającej się w stoki Zadniej Kopy. Polana zajmowała podłużną i pochyłą rówień nad lewym brzegiem Filipczańskiego Potoku. Dawniej należała do hali Filipka i była jedyną polaną tej hali. Znajdowały się na niej szałasy oraz krowiarskie szopy. Czasami nazywano ją Niżnią Halą Filipka, gdyż wyżej w lesie było miejsce, na którym stał szałas. Miejsce to nazywano Wyżnią Halą Filipka.
Filipczańska Polana miała powierzchnię około 5 ha. Po utworzeniu Tatrzańskiego Parku Narodowego wypas na hali Filipka został całkowicie zlikwidowany. Zaprzestano użytkowania Filipczańskiej Polany w 1969 r. i od tego czasu w wyniku samorzutnej sukcesji wtórnej zaczęła zarastać lasem. W 2009 r. Marcin Bukowski badał dynamikę zarastania polan tatrzańskich i stwierdził, że zarosło lasem już 90% dawnej powierzchni Filipczańskiej Polany. Można przypuszczać, że przy tej dynamice zarastania polana już przestała istnieć.

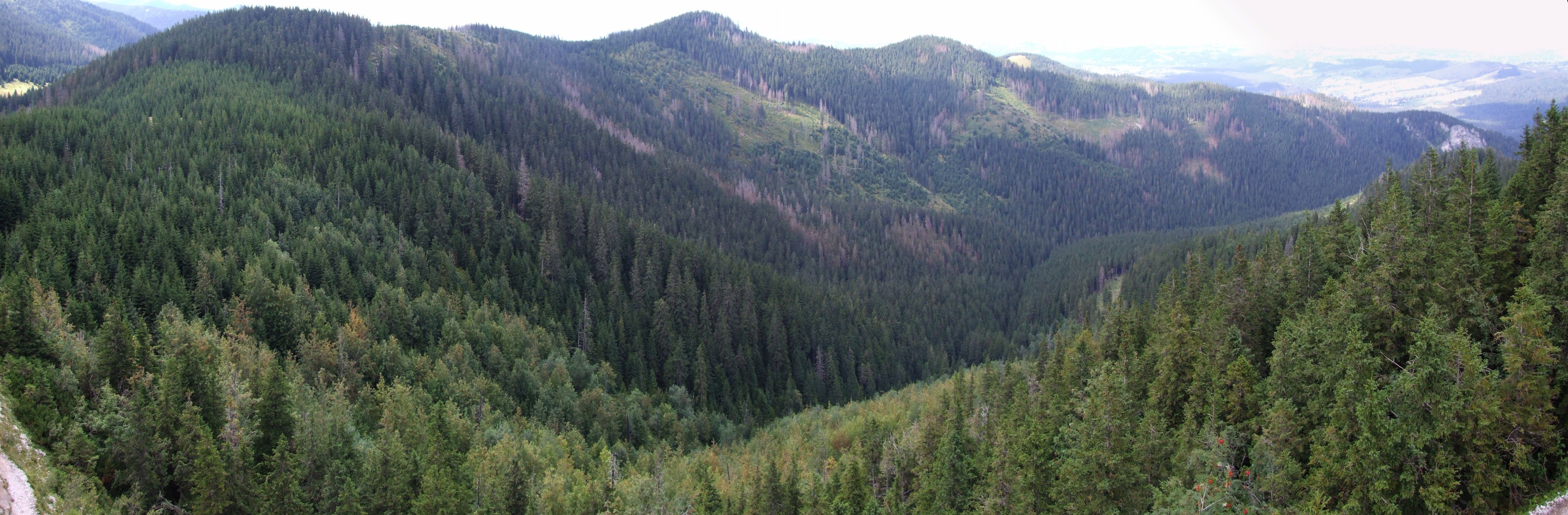
Tereny dawnej Hali Filipka, widok z Gęsiej Szyi